# Bronson Harrison

a Compétitions nationales et continentales officielles uniquement.

b Matchs officiels uniquement.
Bronson Harrison, né le 10 octobre 1985 à Auckland, est un joueur de rugby à XIII néo-zélandais évoluant au poste de deuxième ligne dans les années 2000. Il a commencé sa carrière professionnelle aux Wests Tigers en 2004 puis la poursuit en 2009 aux Canberra Raiders. Titulaire en club, il est sélectionné en équipe de Nouvelle-Zélande pour la coupe du monde 2008 qu'il remporte et lors du Tournoi des Quatre Nations 2009 en Angleterre et en France.

## Palmarès
- Vainqueur de la coupe du monde : 2008.